# جيريمي سينجلين
جرمي سنغلن ولد يوم 24 سنة 1995 في مدينة كنساس و هو لاعب كرة سلة أمريكي محترف لفريق نيو باسكت برينديزي من دوري ليجا باسكت سيري أ . لعب كرة السلة الجامعية لجامعة ولاية ويبر .

## وصلات خارجية
لم يتم العثور على روابط لمواقع التواصل الاجتماعي.